# Marathon van Eindhoven 1984
De marathon van Eindhoven 1984 werd gelopen op zondag 23 september 1984. Het was de vierde editie van deze marathon.
De wedstrijd, die werd gedomineerd door lopers uit Nederland en België, werd bij de mannen gewonnen door de Nederlander Harry Driessen in 2:22.17. Hij was lid van Achilles Top uit Kerkrade en woonde vroeger in Eindhoven. Tijdens de wedstrijd ontstond er enig tumult tussen de Nederlanders en de Belgen, doordat Leon Weyers uit Nederland provoceerde door bochten af te snijden en zo minder meters te maken. Uit de foto in de krant bleek, dat ook de Belgische marathonloper Van Aken zich niet helemaal aan het parcours hield en enkele meters smokkelde.
De Nederlandse Annelies van Dijk won de wedstrijd bij de vrouwen in 3:12.13.

## Uitslagen

### Mannen
| rang   | naam               | land | tijd    |
| ------ | ------------------ | ---- | ------- |
| Goud   | Harry Driessen     | NED  | 2:22.17 |
| Zilver | Martien van de Ven | NED  | 2:23.55 |
| Brons  | Wil Rindt          | NED  | 2:24.32 |

### Vrouwen
| rang | naam              | land | tijd    |
| ---- | ----------------- | ---- | ------- |
| Goud | Annelies van Dijk | NED  | 3:12.13 |

1959 ·
1960 ·
1982 ·
1984 ·
1986 ·
1988 ·
1990 ·
1991 ·
1992 ·
1993 ·
1994 ·
1995 ·
1996 ·
1997 ·
1998 ·
1999 ·
2000 ·
2001 ·
2002 ·
2003 ·
2004 ·
2005 ·
2006 ·
2007 ·
2008 ·
2009 ·
2010 ·
2011 ·
2012 ·
2013 ·
2014 ·
2015 ·
2016 ·
2017 ·
2018 ·
2019 ·
2020 ·
2021 ·
2022 ·
2023 ·
2024 ·
2025